# Ostrevant
Ostrevant fou un comtat del nord del regne de França formada pel pagus Atrebatensis, limitat al nord pel riu Scarpe, i a l'est i sud pels rius Escalda i Sensée; a l'oest tenia Douai i a l'est Valenciennes. Les notícies de la línia de comtes desapareixen el 944 i no reapareixen fins al final del segle xi quan hi governaven els senyors de Ribemont i vescomtes (castellans) de Valenciennes. L'etimologia sembla derivar dels atrèbats.
Al començament del segle ix la zona fou objecte d'atacs normands. A causa d'un d'aquestos atacs els monjos de l'abadia de Jumièges van fugir del monestir principal cap a la dependència d'Haspres, i es van emportar les relíquies de sant Hug i sant Acari. Degué ser en aquest temps que la zona fou fortificada i es va nomenar un comte. El 882 els normands van arribar fins a Haspres; els religiosos van poder amagar les relíquies però els monjos foren massacrats o van fugir; els normands es van acostar a Valenciennes però foren rebutjats per la població; els normands foren derrotats per Renyer I d'Hainaut (880-898) a Thun però el 883 fou derrotat prop de Condé. L'abadia de Denain fou incendiada i el país devastat. El comte Hucbald va morir vers 890 i el va succeir el seu fill Raül I. En el seu temps els religiosos de l'abadia de Jumièges van reclamar als habitants d'Haspres les relíquies de dant Hug i sant Acari i van enviar a buscar-les a dos emissaris, Balduí i Gounus però els habitants de la ciutat no les van voler tornar i van agafar els dos sants com a patrons locals; els abats de Jumièges van cedir i les relíquies van poder restar a Haspres. En aquest temps es van aixecar grans muralles i excavar rases a l'entorn de les viles del país.

## Història

### Els primers compes
Com a primer comte hereditari conegut apareix esmentat Hucbald de Gouy, casat amb Heluida o Heilwida, de la casa dels unròquides filla del marquès Eberard de Friül (mort el 866). Hucbald governà entre ~860 i la seva mort (~890) i va tenir un fill que fou Raul I d'Ostrevant que pel seu matrimoni fou comte de Vexin, Amiens i Valois. Una germana d'Hucbald, de nom desconegut, estaria a l'origen dels senyors de Châtillon.
Raül I de Vexin o d'Ostrevant (també conegut com a Raul de Gouy) governà entre 890-926, a més fou comte de Vexin, Amiens i Valois (919-926) suposadament per dret de la seva dona que seria Hildegarda filla del nibelúngida Ermenfred comte de Vexin, Valois i Amiens. La seva mare Heluida o Helwida s'havia casat en segones noces amb el comte Roger I de Laon. Flodoard esmenta un tractat del 925 entre el fill de Balduí II el Calb, que seria Arnold I el Vell de Flandes i els normands, que excloïa de les possessions del flamenc les terres de Gaugeio i Hilgaudi que pertanyien a Rodulfi (que és el mateix que Raül). Gaugeium seria Gouy (Gouy-en-Arrouaise) prop de Cambrai i diu que va morir el 926. Va tenir dos fills, Raül II i Gualter.
Raül II, nascut el 926 (podria haver estat fill pòstum de Heluida i Roger I de Laon) o molt poc abans, governà entre 926 i 943, essent menor d'edat i, per tant, sota regència. No se sap si va conservar sempre el comtat (totalment o parcialment), ja que mai va usar el títol de comte d'Ostrevant sinó el de comte de Vexin, Amiens i Valois. Si que consta que el 926 va ser investit com a mínim amb el castell de Mortagne, al nord-est de l'Ostrevant. També se sap que un magnat anomenat Ernald (Ernaud) germà d'un desconegut Landry, es va apoderar molt aviat de Douai i sembla que Raul II es va refugiar a Gouy per un temps, que aleshores fou la capital de facto del comtat. El duc dels francs Hug el Grand (897 – 956), amb el suport decisiu del duc de Lotaríngia, Gislebert, va aconseguir recuperar Douai on el 931 va proclamar a Raul II però aquest, el mateix 931, va perdre el castell de Mortagne a mans de Arnold I de Flandes. El 941 Lluís IV de França el va expulsar de Douai i aquesta plaça fou retornada a Ernald. Ja amb uns 18 anys, Roger II va envair Vermandois el 943 i va morir en els combats contra els fills del comte Heribert II de Vermandois el mateix 943 o el 944. La Crònica de Waulsort (finals del segle xi) anomena a Raul II com Raoul II d'Ostrevent Cameracensis comes; és d'aquest text que es va inspirar el poeta Bertolais de Laon qui en la canço de gesta "Raoul de Cambrai" va adoptar gairebé tots els seus elements. A la mort d'aquest Raul II, Arnold I de Flandes es creu que es va apoderar de Douai, però la resta del comtat d'Ostrevant va conservar els seus comtes particulars. Degut a la seva prematura mort amb uns 18 anys, a Raül el va succeir el seu germà (germanastre) Gualter I. En endavant el llinatge va portar els títols de comtes de Vexin, Valois i Amiens. Vegeu Casa de Vexin, comtat de Vexin, comtat d'Amiens i Comtat de Valois.
Poc després Ernald va caure en desgracia del rei i va perdre la part de l'Ostrevant que dominava que fou concedit a Roger II (probablement fill de Roger I mort el 942, germà uterí de Raul I i que segurament havia estat el regent de Raul II). Roger II hauria governat entre 945 i una data que podria arribar fins al 995, i probablement era el comte que dominava la resta del comtat. Es va casar amb Letgarda comtessa de Meulan i de Mantes (morta el 990 o 991) després casada amb Walerà, que fou comte de Meulan segurament per dret de la seva muller. El 953 els hongaresos van passar per Ostrevant i van devastar el convent de Sant Pere a Haumont. Valenciennes fou assetjada però va resistir i els hongaresos van marxar cap a Cambrai passant per Haspres que van incendiar.
Hug I d'Ostrevant, esmentat el 980; Melleville n'informa al seu "Dictionnaire historique du département de l'Aisne", però no especifica la seva filiació. Hug governava a Ribemont i el seu fill el va heretar i va ampliar els dominis del llinatge probablement amb els de la seva mare que procedirien d'una fanília extingida. Al seu darrere s'esmenta Eilbert, el qual vivia a l'inici del segle xi, possible fill d'Hug. Seguidament apareix Anselm I senyor de Ribemont, però mai s'esmenta com a comte d'Ostrevant, títol que si que va portar el seu successor Anselm II de Ribemont.
L'Ostrevant era un feu francès sense cap vinculació especial. La possessió del castell de Mortagne pel comte de Flandes comportava segurament que el comte local havia de prestar homenatge al comte de Flandes almenys pel castell i segurament per altres parts del comtat sinó per tot el propi comtat. Però quan els comtes de Flandes van prendre possessió de Valenciennes el 1006, Ostrevant fou agregat al marquesat de Valenciennes com a dependència de tipus administratiu. El 1047, quan Valenciennes va passar al Comtat d'Hainaut, l'Ostrevent també hi fou inclòs però sense dubte com un subfeu flamenc i feu de França. Hi havia un llinatge local que s'atribuia sobre el territori el poder comtal.

### La casa de Ribemont
No és clar en mans de qui va quedar la regió d'Ostrevant entre el 980 i la segona meitat del segle xi, però abans del 1071 apareix governant la regió per Anselm I d'Ostrevent (II de Ribemont), amb noticies des de 1050 però probablement nascut abans. Se l'esmenta alguna vegada com a comte d'Ostrevant, i hauria rebut el 1070 la castellania de Valenciennes, sent un poderós senyor, ja que dominava diverses places fortes del comtat de Vermandois com Ribemont on és esmentat com Anselm II de Ribemont (ja que l'Anselm I que havia exercit abans aquesta senyoria sembla d'un altre llinatge) i Grigny (l'actuelle Origny Sainte Benoîte). Anselm I és esmentat a la « Charte et Ordonnances de la frairie de la Halle aux Draps » de 1067 a Valenciennes. Se sap que l'abadia de Saint-Amand va comprar a Anselm de Ribemont (probablement Anselm II), vers el 1067, la vila de Hertain, amb la seva església, la seva casa senyorial i totes les dependències. Anselm I d'Ostrevant i II de Ribemont, a causa dels castells que governava al Vermandois, gaudia d'una notable influència i sembla que estava emparentat amb la casa comtal del Vermandois. Va lluitar també per la seva sobirana feudal, la comtessa Riquilda d'Hainaut, com a comandant de les seves forces militars que lluitaven contra el parent de Riquilda, el comte de Flandes, Robert I el Frisó, i en aquesta lluita va morir en la batalla de Cassel el 22 de febrer de 1071. Va deixar dos fills, el successor, Anselm II d'Ostrevant, i Agnes, esposa de Gualter II de Longueville (1063-15 juliol 1102, titulat comte de Buckingham), fill de Gauthier I i d'Agnes de Flattel
Anselm II de Ribemont pertanyia a la casa de castellans de Valenciennes i tenia la seva residència habitual a Bouchain, prop de la confuència entre l'Escalda i el Sensée; no se sap com va arribar el comtat a mans dels Ribemont però, d'cord a les normes feudals, degué ser per herència. No se sap segur si Anselm II era fill d'Anselm I de Ribemont, el qual va exercir la regència de la castellania de Cambrai i de les senyories d'Oisy i de Crèvecœur al Bisbat de Cambrai, durant la minoria del castellà Hug d'Oisy, del qual era l'oncle matern.
El successor fou Anselm II d'Ostrevant i III de Ribemont. Vers el 1081 o poc després, el comte de Flandes Robert I el Frisó, va cedir Douai als comtes d'Hainaut dels quals depenia l'Ostrevant, però la cessió no fou definitiva; Robert II de Flandes va aconseguir la retrocessió de Balduí III d'Hainaut, el pare del qual havia mort a Terra Santa, mitjançant diverses contrapartides i acords, en una data incerta però no anterior al 1089 i no posterior al 1102. La cessió incloia no solament Douai sinó també les viles veïnes de Sin, Masny, Lewarde, Gœulzin, Arleux-en-Palluel i Brunémont. De facto Douai quedava separat del Ostrevant. Anselm II Ribemont va anar a Terra Santa amb Robert II de Flandes, i va morir allí el 1099.
Anselm II d'Ostrevant i III de Ribemont, dit el Barbut (durant la Primera Croada on sempre se l'esmenta com Anselm de Ribemont i mai d'Ostrevant (ocasionalmente a Europa també és esmentat com Anselm de Vermandois, ja que va exercir sovint la regència en aquest comtat en les absències del seu comte, que era germà del rei de França), sota el govern del qual la seva castellania (Valenciennes) i la de Douai, es repartien el control del comtat i sovint el disputaven amb les armes a les mans. Hauria heretat el comtat del seu pare el 10710 sent aleshores comte d'Ostrevant, senyor de Bouchain, de Ribemont, de Château-Porcien i d'altres feus a Flandes (entre els quals el de castellà de Valenciennes), al Cambresis i a la Xampanya. Fou fidel a Balduí II, primer hereu i després comté de Hainaut (1070-1099). Es va casar amb la seva cosina Agnes de Roucy, filla d' Ebbles II de Montdidier (Santerre), comte de Roucy i de Ramerupt i de Sibil·la Guicarda de la Pouille, del que va néixer Godefred II d'Ostrevent, castellà de Valenciennes i senyor de Bouchain, i Hug II d'Ostrevant, també esmentat com Hug de Valenciennes. Se li coneixen dues cartes escrites des de Terra Santa dirigides al bisbe de Reims, Manassès, la segona de les quals (de 1098) parla del setge d'Antioquia, fent una bona descripciói del setge i la conquesta (21 d'octubre de 1097 a 3 de juny de 1098) i dona detalls de la mort del castellà Roger de Lilla dit el Vell a causa de les ferides rebudes en un combat menor. Se sap també que estant a l'Orient, fou enviat al front d'una ambaixada dirigida a l'emperador romà d'Orient de Constantinoble, Aleix I Comnè (1081-1118). Va morir el 26 de febrer de 1099 a causa d'una pedrada llançada des dels murs de la vila d'Archas (moderna Tell Arqa) al Líban; el dia abans havia tingut un somni en que un cavaller mort a Marra li anunciava la mort, i abans de sortir al combat va pagar el sou als seus servidors i companys i es va confessar.
El va succeir el seu fill Godefred I de Ribemont que sembla que fou el primer a exercir de manera efectiva la castellania de Valenciennes. A Godefred I el va succeir el seu fill Godefred II de Ribemont que es va casar amb la vídua del comte Balduí III d'Hainaut (1099-1120), Iolanda o Violant de Gueldres. A la seva mort els fills de Godefred II i Violant van cedir al seu germanastre Balduí IV d'Hainaut tots els drets paterns al comtat d'Ostrevant i a la castellania de Valenciennes. Així el comtat, abans un feu flamenc del comte d'Hainaut, passava a ser feu immediat de l'Hainaut. Godofreu, fill de Balduí IV, fou designat comte de Ostrevant, però va morir a Mons als 16 anys el 6 d'abril 1159 (o 1161) i sense fills (s'havia casat als 15 anys amb Leonor de Vermandois).
Godefred III d'Ostrevant, dit Jofré de Bouchain o Jofré de Ribemont, el va succeir. Fou porta estendard de Saint-Quentin sota Raul de Vermandois, castellà de Valenciennes, senyor de Bouchain, de Ribemont i d'altres. Es va casar el 1122 amb sa cosina Iolanda de Wassenberg, nascuda el 1089 à Wassenberg a Renània, filla de Gerard de Gueldres i de la comtessa Clemència d'Aquitaine (o de Poitou). Iolanda era dama de Gueldres i havia enviudat de Balduí III comte de Hainaut (nascut vers 1086 i mort el 1120). Godefred i Iolanda van tenir dos fills: 1) Berta, nascuda el 1123, casada dues vegades, la primera amb Gil de Saint Aubert (nascut el 1120) i la segona amb Otó II comte de Duras, de Montaigu i de Clermont, que es creu que ja havia mort el 1146: Otó II era un dels 7 fills de Gislebert, comte de Duras, i de Liutgarda, comtessa de Montaigu i de Clermont, morta el 1114, filla de Conó, comte de Montaigu. Berta i Gil van tenir per filla única a Iolanda de Saint Aubert, nascuda el 1145; i 2) Godefred IV d'Ostrevant.
Godefred IV d'Ostrevant, nascut el 1127, mort el 7 d'abril de 1163. Va tenir dos fills però els dos van morir joves abans que el pare. Llavors Godefred IV va vendre les seves terres a l'Hainaut al seu germanastre gran Balduí IV dit d'Edirna, Comte d'Hainaut, nascut vers 1110 del primer matrimoni de Iolanda o Violant de Gueldres, dama de Wassenberg; Godefred va morir el novembre 117 (el dia 6 o el dia 8, ja que les fonts divergeixen en el dia exacte).
Com que la casa d'Ostrevant seguia el sistema del "etredez" (possessió comuna indivisa) cal esmentar també com a comte a Hug II d'Ostrevent, dit primer de Valenciennes, després de Denain, segon fill d'Anselm II d'Ostrevant i III de Ribemont, dit el Barbut, i d'Agnès de Montdidier, germà petit de Godefred II. Nascut a Ostrevant fou esmentat com de Valenciennes, el que suggereix una relació amb aquesta castellania que potser tenia encomanada. Quan Godefred IV va cedir les seves possessions a l'Ostrevant al seu germanastre Balduí IV dit d'Edirne, comte de Hainaut, fou aleshores conegut com a Hug de Denain. De la casa d'Ostrevant descendeixen els llinatges senyorials d'Ittre, de Montignÿ, de Thiant, de Robersart, de Cantaing i de Neuville lez Soignÿ.

### Final del comtat i del llinatge
Per l'anomenat "Dita del Péronne" (1256) l'Ostrevant va retornar a ser feu de Flandes, però dès 1257, la comtessa Margarita i Guiu de Dampierre i van renunciar i en endavant el fill gran i presumpte hereu de l'Hainaut va portar el títol de comte d'Ostrevant o Ostrevent; així per exemple, Joan (fill del comte d'Hainaut Joan II d'Avesnes), que no va arribar a regnat (va morir el 1302 a la batalla de Courtrai o dels Esperons d'Or) és conegut a la història com Joan d'Ostrevant. El 1290 el rei de França, Felip IV el Bell, declarava haver rebut l'homenatge del comte d'Hainaut en relació al Ostrevant, però afegia que algunes de les parts del comtat podien "ser estrangeres al seu regne". Poc abans, el 1287, havia manifestat que no pretenia usurpar terres de l'Imperi i havia consentin a nomenar arbitres.
Douia va passar a França pel tractat de pau entre Flandes i França el 1305; sembla que aquest domini comportava el de la part occidental del comtat. Tot l'Ostrevant era feu francès però ja portava molt de temps vinculat a l'Hainaut i la influència francesa era poc apreciable. La disputa territorial a la que Felip IV feia referència el 1290 (probablement sobre algunes zones a la riba esquerra de l'Escalda) va estar a l'ordre del dia des de 1305. Es van constituir arbitratges que foren renovats fins a 20 vegades al llarg del segle xiv però no es va arribar mai a un acord i el conflicte encara era viu el 1398. El 1337 en l'homenatge del comte Guillem d'Hainaut i d'Holanda al rei de França per l'Ostrevant, es diu que es feia "per la part que és del regne de França"; aquesta reserva es va reproduir a l'himenatge del 1352 de la comtessa Margarida. Altre cop el 7 de febrer de 1366 es fa similar reserva en l'homenatge de Carles de Baviera a Carles V de França. Una carta del rei Carles VI de França datada el 31 de maig de 1383, esmenta el litigi.
El comtat d'Ostrevant va desaparèixer de fet esdevenint part del comtat d'Hainaut i les seves terres foren concedides en endavant al fill hereu del comtat de Hainaut com a llegat exclusiu (apanage).
Al segle xii, Hueves d'Ostrevent va canviar el nom i les armes del llinatge per agafar les del seu feu a Denain. El seu fill gran Joan, mort l'any 1202, fou enterrat a l'església de Dames Canoniques de Denain, i al seu epitafi en aquest lloc es qualifica de Monseigneur Hueves de Denain, i inclou una estatua tallada en marbre blau amb l'escut antic amb les armes de Denain que són d'or amb creu engraellade de gules. Esteve de Denain, el segon fill d'Hueves, es va casar el 1202 amb Rosa de Mons dama d'Haÿnin (filla de Gossuí de Mons i de Beatriu de Rumigny) i foren tronc dels senyors de Haÿnin.
El comtat com a tal va passar dels comtes d'Hainaut als ducs de Borgonya i d'aquests a la corona castellana. Amb Felip IV de Castella va retornar a França i Lluís XIV va afegir als seus títol el de comte d'Ostrevant.

## Llista de comtes
- Autbaldus (segle VII)
- Adalbert (764)
- Waltcaudus (853)
- Hucbald (+ vers 890)
- Effroí (892) regent?, missi?
- Raul I de Gouy 890-926
- Ernald 926-945
- Raul II (fill de Raul I) 926-943/944)
  - Roger I (mort en 942), germà uterí de Raul I (possiblement regent 926-942)
- Roger II 945-?
- Hug I d'Ostrevant, esmentat el 980
- Eilbert, s'esmenta com a vivint a l'inici del segle XI
- Una filla?
- Anselm I d'Ostrevent (II de Ribemont) vers 1050-1071
- Anselm II d'Ostrevant i III de Ribemont, dit el Barbut, 1071-1099
- Godefred I d'Ostrevant 1099-?
- Godefred II d'Ostrevant ?-vers 1150
- Godefred III d'Ostrevant, dit Jofré de Bouchain o Jofré de Ribemont, vers 1150-1155
- Hug II d'Ostrevant, vers 1150-1155
- Godofreu d'Ostrevant, vers 1155-1159
- Godefred IV d'Ostrevant, nascut el 1127, mort el 7 d'abril de 1163.